# Froidthier
Froidthier (Nederlands en Limburgs: Freuter) is een plaats in de deelgemeente Clermont van Thimister-Clermont in de Belgische provincie Luik.

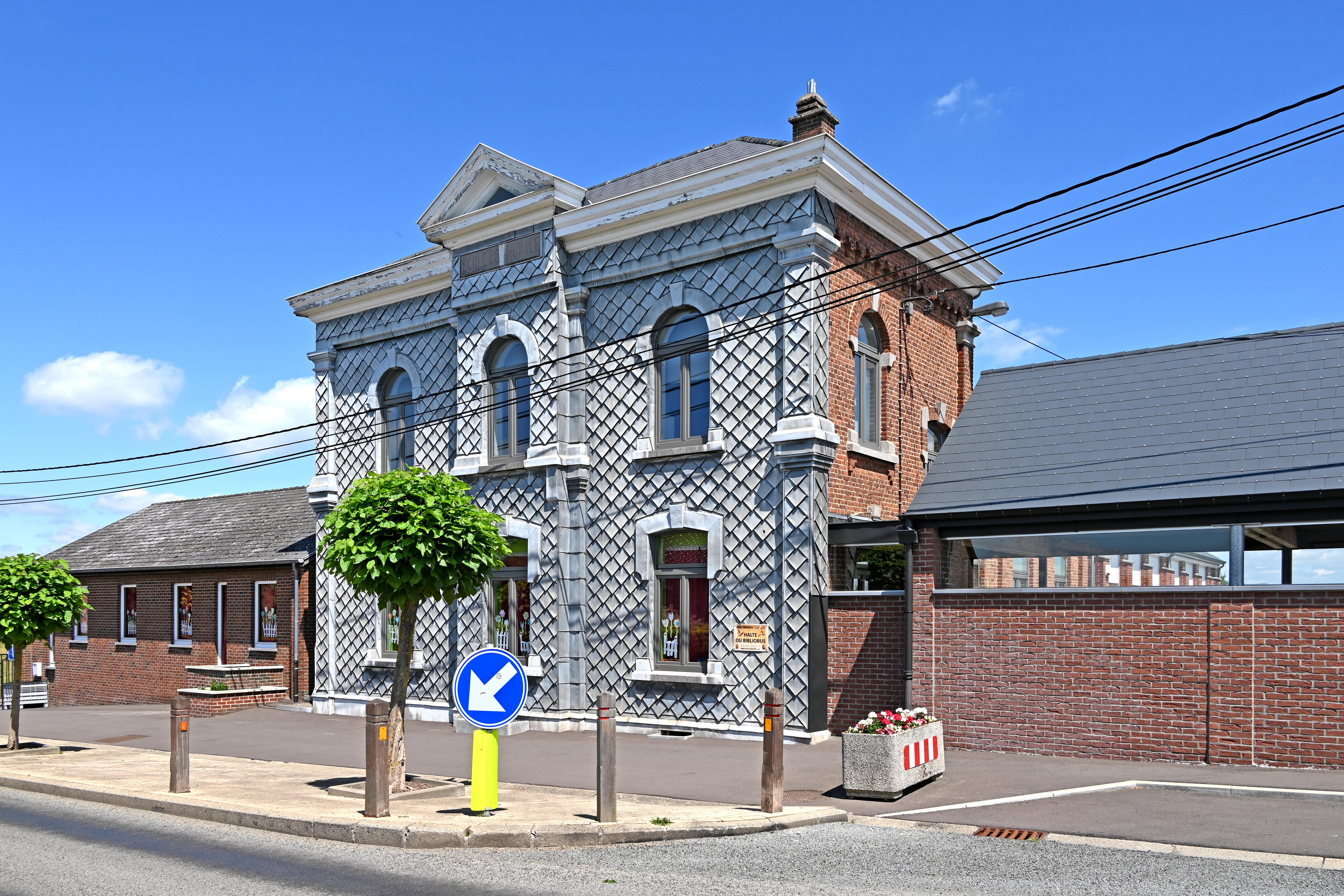
Froidthier, Gemeentelijke school in de straat

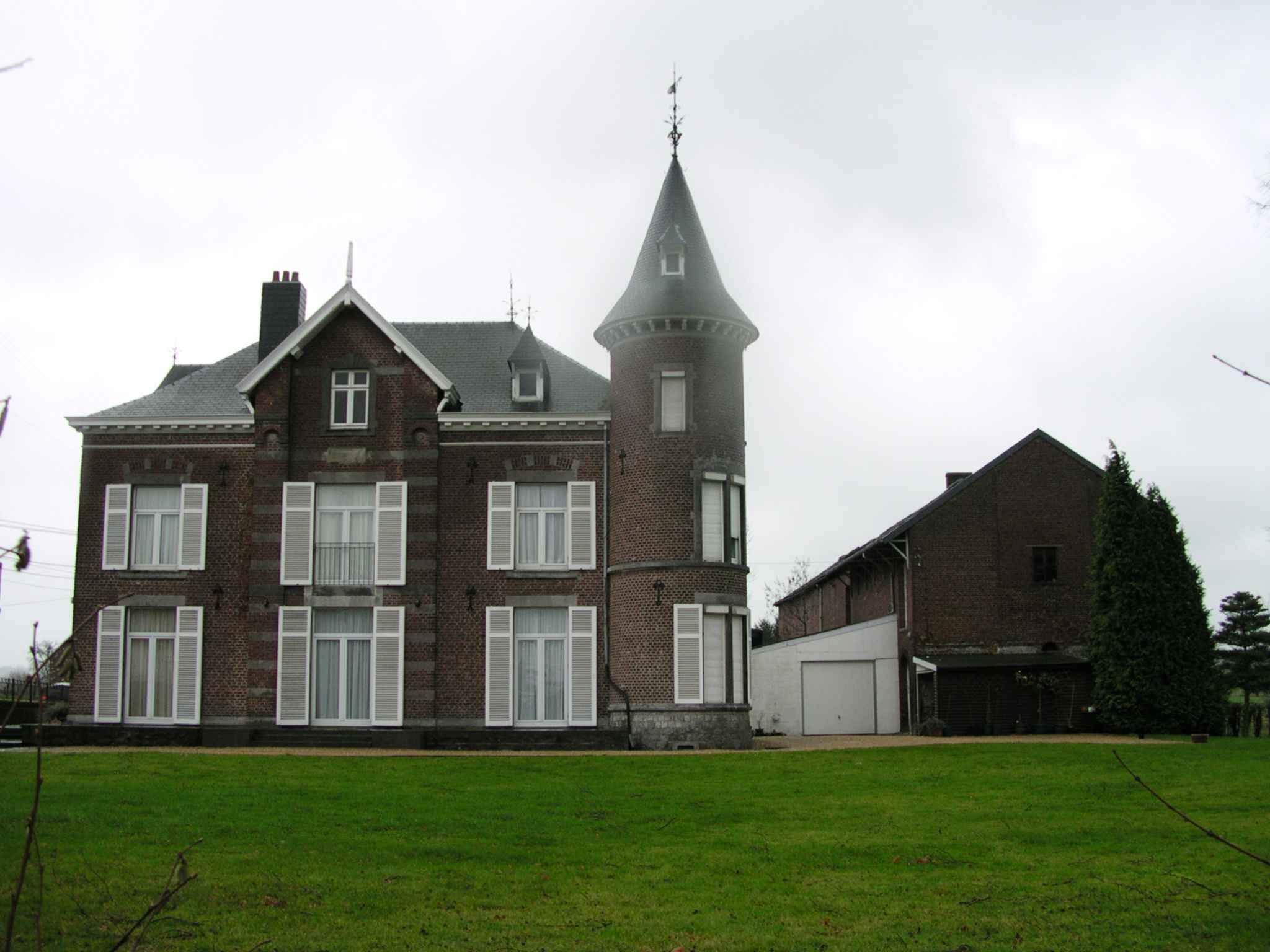
een huis in Froidthier

## Bezienswaardigheden
- De 19e-eeuwse Sint-Gilliskerk
- De 17e- en 19-eeuwse Onze-Lieve-Vrouw van de Engelenkapel
- Sint-Jozefkapel

## Natuur en landschap
Froudthier ligt in het Land van Herve, nabij de Berwijn, op een hoogte van ongeveer 230 meter. Het tracé van Spoorlijn 38 is tegenwoordig een fietspad.

## Nabijgelegen kernen
Clermont, Crawhez, Aubel, Abdij van Val-Dieu, Charneux, La Minerie
Deelgemeente: Clermont · Thimister

Overige kernen: Crawhez · Elsaute · Froidthier · La Minerie

Belgische gemeenten · arrondissement Verviers · provincie Luik · Wallonië